# Territoriale indeling van Rio de Janeiro

Rio de Janeiro

De Braziliaanse deelstaat Rio de Janeiro is ingedeeld in 6 mesoregio's, 18 microregio's en 92 gemeenten.

## Baixadas Litorâneas (mesoregio)
2 microregio's, 10 gemeenten

### Bacia de São João (microregio)
3 gemeenten:
Casimiro de Abreu -
Rio das Ostras -
Silva Jardim

### Lagos (microregio)
7 gemeenten:
Araruama -
Arraial do Cabo -
Búzios -
Cabo Frio -
Iguaba Grande -
São Pedro da Aldeia -
Saquarema

## Centro Fluminense (mesoregio)
4 microregio's, 16 gemeenten

### Cantagalo-Cordeiro (microregio)
4 gemeenten:
Cantagalo -
Carmo -
Cordeiro -
Macuco

### Nova Friburgo (microregio)
4 gemeenten:
Bom Jardim -
Duas Barras -
Nova Friburgo -
Sumidouro

### Santa Maria Madalena (microregio)
3 gemeenten:
Santa Maria Madalena -
São Sebastião do Alto -
Trajano de Moraes

### Três Rios (microregio)
5 gemeenten:
Areal -
Comendador Levy Gasparian -
Paraíba do Sul -
Sapucaia -
Três Rios

## Metropolitana do Rio de Janeiro (mesoregio)
5 microregio's, 30 gemeenten

### Itaguaí (microregio)
3 gemeenten:
Itaguaí -
Mangaratiba -
Seropédica

### Macacu-Caceribu (microregio)
2 gemeenten:
Cachoeiras de Macacu -
Rio Bonito

### Rio de Janeiro (microregio)
16 gemeenten:
Belford Roxo -
Duque de Caxias -
Guapimirim -
Itaboraí -
Japeri -
Magé -
Maricá -
Mesquita -
Nilópolis -
Niterói -
Nova Iguaçu -
Queimados -
Rio de Janeiro -
São Gonçalo -
São João de Meriti -
Tanguá

### Serrana (microregio)
3 gemeenten:
Petrópolis -
São José do Vale do Rio Preto -
Teresópolis

### Vassouras (microregio)
6 gemeenten:
Engenheiro Paulo de Frontin -
Mendes -
Miguel Pereira -
Paracambi -
Paty do Alferes -
Vassouras

## Noroeste Fluminense (mesoregio)
2 microregio's, 13 gemeenten

### Itaperuna (microregio)
7 gemeenten:
Bom Jesus do Itabapoana -
Italva -
Itaperuna -
Laje do Muriaé -
Natividade -
Porciúncula -
Varre-Sai

### Santo Antônio de Pádua (microregio)
6 gemeenten:
Aperibé -
Cambuci -
Itaocara -
Miracema -
Santo Antônio de Pádua -
São José de Ubá

## Norte Fluminense (mesoregio)
2 microregio's, 9 gemeenten

### Campos dos Goytacazes (microregio)
5 gemeenten:
Campos dos Goytacazes -
Cardoso Moreira -
São Fidélis -
São Francisco de Itabapoana -
São João da Barra

### Macaé (microregio)
4 gemeenten:
Carapebus -
Conceição de Macabu -
Macaé -
Quissamã

## Sul Fluminense (mesoregio)
3 microregio's, 14 gemeenten

### Baía da Ilha Grande (microregio)
2 gemeenten:
Angra dos Reis -
Paraty

### Barra do Piraí (microregio)
3 gemeenten:
Barra do Piraí -
Rio das Flores -
Valença

### Vale do Paraíba Fluminense (microregio)
9 gemeenten:
Barra Mansa -
Itatiaia -
Pinheiral -
Piraí -
Porto Real -
Quatis -
Resende -
Rio Claro -
Volta Redonda
Acre · Alagoas · Amapá · Amazonas · Bahia · Ceará · Espírito Santo · Federaal District · Goiás · Maranhão · Mato Grosso · Mato Grosso do Sul · Minas Gerais · Pará · Paraíba · Paraná · Pernambuco · Piauí · Rio de Janeiro · Rio Grande do Norte · Rio Grande do Sul · Rondônia · Roraima · Santa Catarina · São Paulo · Sergipe · Tocantins